# Орден магии
Орден магии — компьютерная игра в жанре MMO-action, разрабатываемая компанией «SkyRiver Studios» в партнерстве с издательством «РосИгра». Игра ориентирована на PvP-сражения. Для пользователей доступен сервер на русском и английском языках принадлежащий разработчику. В 2013 году игра издавалась бразильской компанией Gamerica. В 2014 году игра издана российской компанией Nikita Online.

## Разработка игры
| Системные требования | Системные требования                                               | Системные требования                                                |
| -------------------- | ------------------------------------------------------------------ | ------------------------------------------------------------------- |
|                      | Минимальные                                                        | Рекомендуемые                                                       |
| Win                  |                                                                    |                                                                     |
| ОС                   | Windows XP/Windows Vista(32- или 64-битная/Windows 7               | Windows XP/Windows Vista(32- или 64-битная/Windows 7                |
| ЦПУ                  | Pentium 4 2.4 Ггц                                                  | Двухъядерный процессор с частотой не менее 2,5 Ггц                  |
| Объём ОЗУ            | 1 Гб                                                               | 2 Гб                                                                |
| Видеокарта           | NVIdia GeForce 6600, Radeon x1600 с объемом памяти не менее 256 Мб | GeForce 9800GT, Radeon 3850 и выше с объемом памяти не менее 512 Мб |
| Звуковая плата       | DirectX совместимая звуковая карта                                 | DirectX совместимая звуковая карта                                  |
| Сеть                 | 128 кбит/с                                                         | 512 кбит/с                                                          |
| Устройства ввода     | клавиатура, мышь, геймпад                                          | клавиатура, мышь, геймпад                                           |

Создание игры началось в 2007 году — тогда был написан первый концепт-документ и создана техническая демо-версия, после чего работу приостановили. Возобновление работ пришлось на 2 февраля 2009 года, а 21 декабря 2009 состоялся анонс игры под рабочим названием «Генезис магии» (англ. Genesis of Magic — рабочее название и временный сайт «genmag.ru») на форуме компании-разработчика. Весь 2009 год проходило альфа-тестирование игры в версиях 0.1.x.
В январе 2010 игра обрела новое название — «Орден магии», а с 15 февраля заработал новый сайт «ordenmagii.ru». Первый пресс-релиз игры в интернете состоялся 18 февраля 2010 на сайте «The Daily Telefrag». Для написания сопроводительного саундтрека, 27 февраля 2010 года был заключён контракт с компанией «TriHorn Productions». По предварительной записи, было организованно несколько «волн» рассылок приглашений с данными для доступа к игре по электронной почте, обеспечив тем самым постепенный прирост числа игроков. С 15 по 31 марта 2010 проходил первый этап тестирования версий 0.2.x ограниченным количеством приглашенных, а с 15 апреля — версий 0.3.x для всех записавшихся. 12 мая 2010 разработчики объявили о начале открытого бета-тестирования для всех желающих. 30 декабря игра вышла в версии 1.0 было объявлено о начале активного этапа тестирования, запущена реклама проекта. Дата релиза игры не называется.
В сентябре 2012 года был открыт новый сервер, располагавшийся в Бразилии. Был организован доступ к версии игры на португальском языке через сайт «orderofmagic.com.br» и на английском через «orderofmagic.com». Зарубежный издатель Gamerica (BOACompra, UOL) представил игру 12 ноября на Brasil Game Show 2012 в Сан-Пауло. В 2012—2013 годах бразильский издатель поддерживал свой канал на youtube, twitter и страницу в facebook. Также издатель выставлял игру в Steam Greenlight. В июле 2013, из-за внутренней реструктуризации Gamerica, бразильский сервер был объединён с российским, а игрокам предложено использовать английскую версию игры.
15 февраля 2013 года вышла версия 1.1, в которой была добавлена новая территория «Морозный остров», вдвое увеличившая доступное игровое пространство.
В июле 2013 года разработчик параллельно с поддержкой загружаемого клиента добавил технологию облачного хранилища данных Kalydo, с помощью которой игровые ресурсы загружаются по мере их необходимости. Эта технология позволила запускать игру как через клиент, так и в браузерах с помощью плагина. Компания Kalydo демонстрировала «Орден магии» в качестве примера на Develop Conference 2013. Веб-версия игры была запущена 18 августа. Игра была включена в каталоги приложений Вконтакте 12 сентября и Одноклассники 26 декабря, а также в интернет-магазин Chrome с 7 октября.
9 августа 2013 года вышла версия 1.2, в которой набор опыта по уровням заменен на систему званий и добавлена система выбора и улучшения умений. С 2014 года у игры появился издатель Nikita Online, который 19 марта запустил её на собственном портале GameXP.
С августа 2016 по август 2017 в Steam был запущен проект Spellgear, основывающийся на «Орден магии» дополненной MOBA-аренами.
В декабре 2017 года «Орден магии» стала доступна через портал Игры@Mail.Ru.
В декабре 2021 года была приостановлена работа проекта Spellgear.

### Технологии
Игра строится на собственном «движке» компании SkyRiver, который ведёт начало от первой части «Механоидов». Он был в значительной степени переработан и обновлён с учётом требований жанра и сеттинга игры.
При создании всех объектов применяются карты нормалей. В игре происходит плавная смена дня и ночи, при этом объекты отбрасывают корректные тени. Полностью динамическое освещение со множеством источников в кадре опирается на deferred shading. Персонажи оживляются с помощью скелетной анимации. Есть встроенная поддержка 3D-очков.

### Аутсорсинг
В разработке игры также принимали участие фирмы «MOCAP.RU» — анимация движений и «TriHorn Productions» — саундтрек.

## Сюжет
Герою предстоит покорить удивительный мир Астармы, в котором все люди наделены волшебными способностями. В игре происходит глобальное противостояние двух правящих Домов: Основания и Мигурата, но это не означает, что не будет возможности остаться на нейтральной стороне.

## Игровой процесс
Игровой процесс основан на принципе non-target — для атаки цели не требуется её выделять. Управление похоже на шутер от третьего лица: для движения используются клавиши WASD, а мышь поворачивает камеру и определяет направление стрельбы (как, например, в GTA: SA). При этом в игре отсутствует курсор мыши, который, впрочем, можно вызывать принудительно, зажав Alt. Игрокам доступны PvP-сражения на аренах и в общем мире.
Во время боя можно уклонятся от вражеских атак с помощью кувырков и блокировать удары, делать комбинации.
Представлено несколько основных занятий: командные битвы на аренах, совместные походы, мировой PvP и ежедневные задания.
Играющие разделены на две большие фракции, внутри которых идёт деление на союзы, которые дают уникальные умения и помогают в развитии персонажа. В мире игры происходит глобальное противостояние двух Домов и захват территорий с участием всех героев. Примечательно, что выбор стороны играющим осуществляется не при создании персонажа, что типично для MMO, а позже, по мере развития сюжета.

### Мир
Игровой мир состоит из трёх островов — Туманного, Грозового и Морозного, перемещение между которыми осуществляется через порталы. В мире с помощью серии сюжетных заданий раскрывается история игры. Выполняя ежедневные задания и убивая монстров игроки зарабатывают золото и получают прочие ресурсы, часть которых впоследствии выставляется на рынок.
PvP в мире между представителями разных Домов осуществляется свободно, без каких-либо дополнительных действий или соглашений. Итогом успешного нападения становится получение очков рейтинга и возможность забрать часть денег (золота) жертвы. Из мира игроки (группами по 3-5 человек) могут отправляться в походы для добычи особых ресурсов, необходимых для покупки экипировки высоких категорий. Так же вы можете помогать другим игрокам и помочь им выбрать свою сторону.

### Арены
Представлено десять арен с различными режимами игры: дуэль, схватка, противостояние, доминирование, захват флага и борьба за ключ.
Игроки делятся на команды в соответствии с принадлежностью к Дому, состав команд подбирается системой автоматически. Запись на арену осуществляется через диалог с NPC либо из произвольного места с помощью горячей клавиши. Арены необходимы для приобретения рейтинга, который позволяет повысить звание, и жетонов, которые являются одной из валют.